# Fritz Theimer

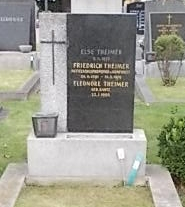
Fritz Theimer Grabstätte

Friedrich „Fritz“ Theimer (* 28. August 1891 in Bílina, Böhmen; † 21. August 1979 in Reichenau an der Rax) war ein Lehrer, Dirigent und Komponist.
Er studierte an der Technischen Hochschule in Prag, daneben Besuch der Prager Musikakademie. Vor dem Zweiten Weltkrieg war er als Gymnasiallehrer tätig, widmete sich der Musik und unterrichtete um 1956 als Vertragslehrer am Gymnasium Tulln. In Deutschland und auch in der Türkei wirkte er als Dirigent. Seine Werke waren unter der Leitung von Max Schönherr auch im Rundfunk zu hören.
Zu seinen bekannteren Werken gehören Orchesterstücke, die sogenannten Intermezzi, die Romantische Phantasie für Klavier und Orchester, sowie Konzertwalzer.